# Trilla (álbum)
Trilla es el segundo álbum de estudio del rapero estadounidense Rick Ross. Fue lanzado el 11 de marzo de 2008 por Poe Boy Entertainment, Slip-n-Slide Records y Def Jam Recordings. Las sesiones de grabación se llevaron a cabo entre 2007 y 2008, El álbum debutó en el número uno en el Billboard 200 de Estados Unidos, vendiendo 198.000 copias en la primera semana.
Cuenta con apariciones especiales de R. Kelly, T-Pain, Trey Songz, Young Jeezy, Trick Daddy, Nelly, Brisco, Triple C's, JAY-Z, Lil Wayne y Avery Storm.

## Antecedentes
El 17 de agosto de 2007, Rick Ross anunció que el álbum se lanzaría el 11 de noviembre de 2007. Sin embargo, más tarde anunció que el álbum se lanzaría el 18 de diciembre de 2007, hasta que se retrasó hasta el 19 de febrero de 2008. En noviembre de 2007, en una entrevista con HipHopDX, Rick Ross habló sobre quién aparecería en el álbum, diciendo: "Definitivamente. Quería intensificar todo. Es por eso que contacté a R. Kelly para el primer sencillo. Conseguí que Marsha de Floetry viniera y ayudara a conseguir a las mujeres en mi equipo. Ella trabajó mucho con Michael Jackson. Cuando estaba trabajando con ella, pensé en eso. Nos reímos, lo cortamos, simplemente nos divertimos. Armamos algunos discos realmente grandes. Este álbum va a ser mucho mejor que Port of Miami y posiblemente el mejor álbum del año ".
En marzo de 2008, en una entrevista con AllHipHop, habló sobre el origen del título del álbum y dijo: "Trill es un término que hemos estado usando en el sur. Estoy seguro de que has oído a Bun B usarlo. Pimp C lo ha estado diciendo desde siempre. Ya sabes, en el Panhandle de Texas/Miami eso es lo que decimos. Y yo le puse mi toque y mi giro. Tomé un poco del álbum Thriller de Michael Jackson y lo puse en el mío y así es como se nos ocurrió Trilla. Un saludo a Bun B. Ese es mi tío en el juego".

## Lista de Canciones
Créditos adaptados de las notas del álbum.
| N.º | Título                                                        | Escritor(es)    | Producer(s)           | Duración |  |
| 1.  | «Trilla Intro»                                                | William Roberts | J.U.S.T.I.C.E. League | 2:54     |  |
| 2.  | «All I Have In This World» (featuring Mannie Fresh)           | Roberts         | Mannie Fresh          | 4:02     |  |
| 3.  | «The Boss» (featuring T-Pain)                                 | Roberts         | J.R. Rotem            | 3:45     |  |
| 4.  | «Speedin'» (featuring R. Kelly)                               | Roberts         | The Runners           | 3:24     |  |
| 5.  | «We Shinin'»                                                  | Roberts         | Bink!                 | 3:56     |  |
| 6.  | «Money Make Me Come» (featuring EbonyLove)                    | Roberts         | Drumma Boy            | 3:31     |  |
| 7.  | «DJ Khaled Interlude» (featuring DJ Khaled)                   | Roberts         | DJ Khaled             | 1:28     |  |
| 8.  | «This Is the Life» (featuring Trey Songz)                     | Roberts         | Blac Elvis            | 4:25     |  |
| 9.  | «This Me»                                                     | Roberts         | DJ Toomp              | 3:47     |  |
| 10. | «Here I Am» (featuring Nelly & Avery Storm)                   | Roberts         | Drumma Boy            | 3:29     |  |
| 11. | «Maybach Music» (featuring Jay-Z)                             | Roberts         | J.U.S.T.I.C.E. League | 4:08     |  |
| 12. | «Billionaire»                                                 | Roberts         | J.U.S.T.I.C.E. League | 4:12     |  |
| 13. | «Luxury Tax» (featuring Trick Daddy, Young Jeezy & Lil Wayne) | Roberts         | J.U.S.T.I.C.E. League | 4:43     |  |
| 14. | «Reppin' My City» (featuring Triple C's & Brisco)             | Roberts         | J Rock                | 4:17     |  |
| 15. | «I'm Only Human» (featuring Rodney)                           | Roberts         | DJ Nasty & LVM        | 3:37     |  |

| iTunes Store bonus track |                          |             |          |  |
| N.º                      | Título                   | Producer(s) | Duración |  |
| 16.                      | «Ridin' Thru the Ghetto» | Los Vegaz   | 5:03     |  |

| Best Buy bonus track |                                     |             |          |  |
| N.º                  | Título                              | Producer(s) | Duración |  |
| 16.                  | «Street Money» (featuring Flo Rida) | J Rock      | 4:11     |  |

## Rendimiento comercial
Trilla debutó en el número uno en el Billboard 200 de Estados Unidos, con ventas de 198.000 copias en la primera semana. En su segunda semana, el álbum cayó al número tres en la lista, vendiendo 90.000 copias. En su tercera semana, el álbum cayó al número seis en la lista, vendiendo 51.000 copias esa semana. El 8 de mayo de 2008, el álbum fue certificado oro por la Recording Industry Association of America (RIAA) por ventas de más de 500.000 copias en los Estados Unidos.

## Posiciones
Gráfica semanales
| Chart (2008)                            | Peak position |
| --------------------------------------- | ------------- |
| Canadá (Billboard Canadian Albums)      | 14            |
| Estados Unidos (Billboard 200)          | 1             |
| Estados Unidos (Top R&B/Hip-Hop Albums) | 1             |
| Estados Unidos (Top Rap Albums)         | 1             |

Gráficos de fin de año
|
| Chart (2008)                          | Position |
| ------------------------------------- | -------- |
| US Billboard 200                      | 50       |
| US Top R&B/Hip-Hop Albums (Billboard) | 8        |
| US Top Rap Albums (Billboard)         | 3        |

|}